# Constantin Le Paige
Constantin Marie Le Paige (Liège, 9 de março de 1852 — 26 de janeiro de 1929) foi um matemático belga.
Le Paige começou a estudar matemática em 1869 na Universidade de Liège. Após estudar análise com o professor Eugène Charles Catalan, Le Paige tornou-se professor na Universidade de Liège, em 1882. Interessado em astronomia e história da matemática, seu trabalho foi principalmente sobre a teoria de forma algébrica, especialmente curvas e superfícies algébricas e mais particularmente por seu trabalho sobre a construção de superfícies cúbicas. Le Paige permaneceu na universidade até aposentar-se em 1922.